# Barrio Húmedo (León)
Barrio Húmedo es una zona de la ciudad de León típica por su gastronomía y su ocio nocturno. 
El Barrio Húmedo de León es una de las áreas más famosas y turísticas de la capital leonesa. Se ubica en el Casco Antiguo de la ciudad, entre las calles más emblemáticas del centro: la Calle Ancha (línea que divide el Barrio Húmedo y Barrio Romántico), la Rúa, la calle del Caño Badillo y la calle de las Cercas. El núcleo sobre el que se sostiene todo este barrio es la Plaza de San Martín, sobre la que crece todo este barrio y de la que nacen otras plazas importantes: Plaza Mayor, Plaza Conde Luna y Plaza del Grano.

## Historia
El origen de este barrio se remonta a Roma, se considera que aquí se instaló la primera “Legio” romana. Aquí, se situaba la población civil que abastecía de productos al campamento, mientras crecía la ciudad. Los romanos empezaron a trazar las primeras calles como la Calle Ancha y, a partir de esta, nació el núcleo gastronómico y de ocio que conocemos. 
No solo se conserva este lugar para la actividad social, sino que ha dejado el legado de todas las culturas que pasaron por León: judíos, musulmanes y romanos. Además, el Camino de Santiago, que pasa por el centro de la ciudad lo que provoca que los peregrinos paren en los bares más famosos de El Húmedo, dejando así, un legado cultural, social y económico muy enriquecedor.
Las estrechas calles de los barrios de León nos trasladan a la edad medieval, y es cierto, que a lo largo de todos estos magníficos barrios encontramos edificios históricos y pintorescos, entre los que destaca la Pulchra Leonina.
En el año 2023 el periodista Emilio Gancedo publicó una novela titulada Barrio Húmedo en la Editorial Pepitas, que tiene como protagonista a dicho Barrio recorriendo si historia desde la época romana a la actualidad.

## Historia del nombre

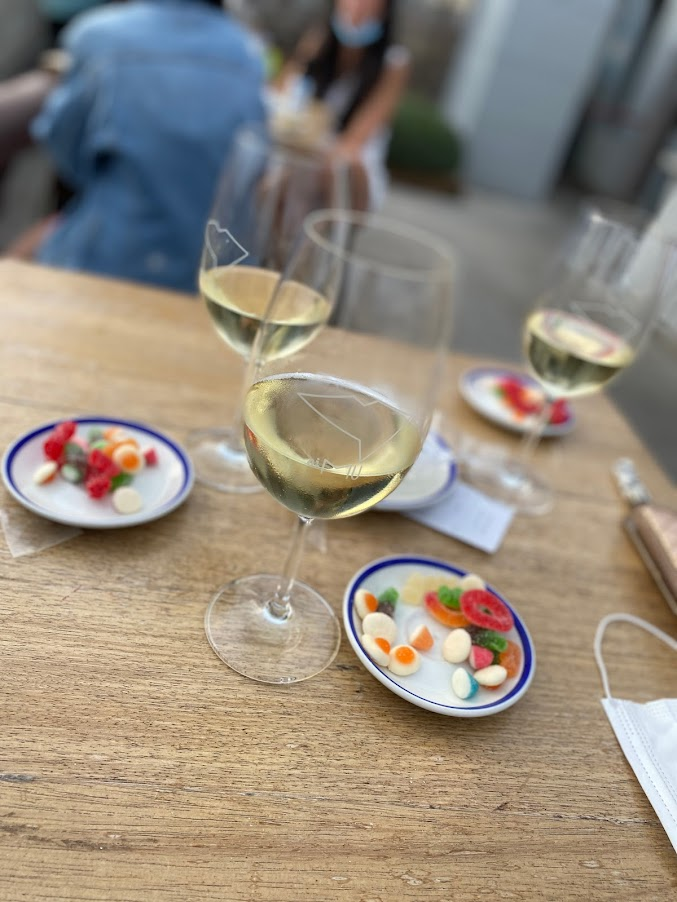
Vinos en El Húmedo

Hay numerosas teorías y corrientes sobre el nombre de este lugar. Algunos defienden que fue Manuel Valdés; mientras que, otros apoyan que se debe a Cayón Waldaliso.
El investigador en urbanismo, Juan Carlos Ponga, defiende que se debe a que antes el vino en León no iba embotellado y siempre se escapaban unas gotas. Así, este no se evaporaba, y se quedaba por las callejuelas y la gente decía “como está esto de húmedo”. También se le otorga el mérito de darle nombre a Cayón Waldaliso porque frecuentaba mucho el lugar, sin embargo, falta documentación para asegurar que fue el segundo.
La primera vez que se le otorgó este nombre al barrio fue en 1952 en el Diario Proa: «El ‘barrio húmedo’, popular en nuestra capital» (subtítulo: «98 cafés y bares, 73 cantinas y 81 establecimientos de comidas hay en León»). No obstante, no se le puede otorgar este nombre al redactor de la noticia, Malvade, ya que entrecomilla el nombre como si fuese algo ya creado. Otro periodista, Joaquín Nieves afirma que cuando llegó en 1947 a León ya se utilizaba ese nombre. Finalmente, y la teoría que tiene más fuerza, es la que defendió Crémer: “es porque la humedad se lleva por dentro” haciendo referencia a su famosa ruta del vino.
Cabe destacar que hay otros barrios como “El Mojao” en La Bañeza que se llaman así desde 1964, y que pueden tener un origen en común con El Húmedo, o simplemente, se debe a algo casual. Por lo tanto, no se puede afirmar ninguno de estos estudios con total rotundidad, ni siquiera las muchas teorías que han sido descartadas.

## Hostelería
La base de la economía leonesa se encuentra en el sector terciario, especialmente, la hostelería y el turismo despuntando en fechas claves como la Semana Santa o San Froilán. La capital leonesa destaca porque con la consumición obtienes una tapa gratuita, y debido a la cantidad de bares, la variedad de estas es enorme.
Según el diario Valderrueda, León es la ciudad con más bares de España, cuenta con un bar por cada 109 habitantes; la capital con 100 bares por habitante: 1096 bares en total de los cuales 144 se encuentran en el Barrio Húmedo.

## Gastronomía y ocio nocturno
León es sinónimo de tapas por lo que la gastronomía leonesa ocupa un lugar importante, prueba de ello es que fue nombrada Capital de la Gastronomía Española en 2018. Las tapas que destacan son los embutidos, la morcilla de león y las sopas de trucha. También, es muy tradicional “matar judíos” en Semana Santa. El ocio nocturno de la ciudad se desarrolla, principalmente, en el Barrio Húmedo. El ambiente comienza entre las 20:00 y las 22:00, una vez acabada la vida laboral. Lo más común es ir de bar en bar tomando vinos, cortos, mostos, butanos… acompañados de sus tapas. Esta forma de ir a tomar algo propicia que se prueben las especialidades de cada local: por ejemplo, El Flechazo es conocido por sus patatas; la Bicha por su morcilla; y La Competencia por su pizza.
Por supuesto, la gran variedad de pubs y discotecas es muy amplia con gran variedad de estilos musicales y ambientes. Casi ninguno exige el pago de entrada a excepción de algunos, como el Glam Teathre, que pagas la entrada que te incluye una consumición.
La vida nocturna comienza a las 00:00 y en su mayoría, los locales cierran a las 04:00. Después de esta hora, existen los afterhours que permanecen abiertos hasta las 06:00 como el Studio 54 situado en la calle Burgo Nuevo.